# John Mackintosh Howie
Pour les articles homonymes, voir Howie.
John Mackintosh Howie, né le 23 mai 1936 à Chryston, dans le Lanarkshire, en Écosse et mort le 26 décembre 2011 à St Andrews, est un mathématicien écossais, spécialiste de la théorie des demi-groupes.

## Biographie
Howie a fait ses études au Robert Gordon's College (en) à Aberdeen, à l'université d'Aberdeen et au Balliol College à l'université d'Oxford. Il a obtenu un doctorat (Philosophiæ doctor) à Oxford 1962 sous la supervision officielle de Graham Higman, mais la direction effective de Gordon Preston, avec une thèse intitulée Some Problems on the Theory of Semigroups. Il enseigne ensuite à Glasgow, avec une interruption d'une année à l'université Tulane, à La Nouvelle-Orléans. En 1967, il est membre fondateur de l'université de Stirling. En 1970, Howie devient professeur à l'université de St Andrews, titulaire de la chaire royale en mathématiques, jusqu'à sa retraite en 1997. Il est directeur du département de mathématiques pures de 1970 à 1981 et en 1986-87, et doyen de la faculté de science de 1976 à 1979.
Auteur de nombreuses publications sur la théorie algébrique des demi-groupes qui en font une autorité, il est renommé pour ses deux livres sur la théorie des demi-groupes.

## Distinctions
- 1979 : médaille Keith de la Royal Society of Edinburgh.
- 1993 : commandeur de l'ordre de l'Empire britannique.
- 2000 : docteur honoris causa de l'Open University[1].

## Responsabilités
En plus de ses participations à de nombreuses commissions sur l'enseignement des mathématiques en Écosse, il a des fonctions et des responsabilités dans des sociétés savantes :
- Président de la Edinburgh Mathematical Society 1973-1974
- Au sein de la London Mathematical Society :
  - Membre du conseil 1982-1988, 1989–1992
  - Vice-président 1986-1988, 1990–1992
  - Président du comité pour l'éducation 1985-1989
  - Président du comité pour les affaires publiques 1990-1992
- Membre de la Royal Society of Edinburgh ; membre du conseil 1992-1995
- Président du comité de pilotage du Centre international pour les sciences mathématiques 1991-97.

Il a été longtemps éditeur du journal Semigroup Forum, de 1976 à 1998 ; éditeur exécutif de 1990-1994 ; éditeur honoraire depuis 1999.

## Livres
Howie est auteur de livres d'enseignement, et d'un livre classique sur les demi-groupes.
- (en) An introduction to semigroup theory, Academic Press, coll. « L.M.S. Monographs » (no 7), 1976, x+272 (MR 0466355)
- (en) Fundamentals of semigroup theory, Oxford, The Clarendon Press, Oxford University Press, coll. « London Mathematical Society Monographs. New Series » (no 12), 1995, x+351 (ISBN 0-19-851194-9, MR 98e:20059) (Nouvelle édition du livre précédent.)
- (en) Automata and languages, The Clarendon Press, Oxford University Press, coll. « Oxford Science Publications », 1991, x+294 (ISBN 0-19-853424-8, MR 1254435)
- (en) Real analysis, Springer-Verlag, coll. « Springer Undergraduate Mathematics Series », 2001, x+276 (ISBN 1-85233-314-6, MR 1826051, lire en ligne)
- (en) Complex analysis, Springer-Verlag, coll. « Springer Undergraduate Mathematics Series », 2003, xii+260 (ISBN 1-85233-733-8, MR 2004d:30001, lire en ligne)
- (en) Fields and Galois theory, Londres, Springer-Verlag, coll. « Springer Undergraduate Mathematics Series », 2006, x+225 (ISBN 1-85233-986-1, MR 2006g:12001, lire en ligne)